# Український антарктичний журнал
«Український антарктичний журнал» — науковий журнал, присвячений дослідженням полярних та високогірних регіонів планети. Видається Національним антарктичним науковим центром з 1997 року (з 1997 р. до 2002 р. як Бюлетень Українського антарктичного центру). УАЖ виходить двічі на рік. Статті друкуються українською та англійською мовами.
Журнал публікує рецензовані матеріали з наступних наукових напрямків: геологія, геодезія, геофізика, геотектоніка, петрологія, мінералогія, океанологія, метеорологія, кліматологія, гляціологія, гідробіологія, ґрунтознавство, екологія, мікологія, мікробіологія, орнітологія, паразитологія, фізіологія, молекулярна біологія, генетика та інших, які стосуються вивчення полярних та високогірних регіонів планети.
Архів журналу знаходиться на сайті Національної бібліотеки України імені В.І. Вернадського (http://dspace.nbuv.gov.ua/).
Журнал доступний в онлайн і друкованому вигляді. Є у вільному доступі і будь-хто може його переглядати, поширювати чи посилатися на текстові матеріали із нього, використовувати з будь-якою іншою некомерційною метою.

## Експедиція ХХІ
«Експедиція ХХІ» — науково-популярне видання Національного антарктичного наукового центру. Видається з 2004 року, З 2018 р. виходить лише електронна версія журналу. Метою є інформування про експедиції різного ґатунку, зокрема, арктичні та антарктичні; популяризація туризму і науки; інформування про наукові дослідження і відкриття.